# Lou Handley
Pour les articles homonymes, voir Handley (homonymie).
Louis de Breda Handley (né le 14 février 1874 à Rome en Italie et décédé le 28 décembre 1956) est un poloïste et nageur américain. Lors des Jeux olympiques d'été de 1904 disputés à St. Louis il remporte deux médailles d'or, l'une au tournoi de water-polo et l'autre au relais 4 x 50 yard en natation.
Après sa carrière sportive, Handley est devenu entraîneur de natation, notamment pour l'équipe olympique américaine et également journaliste.
Ayant écrit plusieurs ouvrages sur le sport, il a contribué à la section natation de l'Encyclopædia Britannica.

## Palmarès
- médaille d'or en water-polo aux Jeux olympiques de St. Louis en 1904
- médaille d'or au relais 4 x 50 yard de natation aux Jeux olympiques de St. Louis en 1904